# William Montagu (5e duc de Manchester)
Pour les articles homonymes, voir William Montagu.
William Montagu, 5e duc de Manchester (21 octobre 1771 - 18 mars 1843), titré vicomte Mandeville jusqu'en 1788, est un militaire colonial, un administrateur et un homme politique britannique.

## Biographie
Il est l'aîné des fils survivant de George Montagu (4e duc de Manchester), et Elizabeth, fille de James Dashwood, 2e baronnet. Il fait ses études à Harrow School et sert dans l'armée britannique, atteignant le grade de colonel en 1794.
En 1788, il succède à son père dans ses titres et hérite du Château de Kimbolton dans le Huntingdonshire.

## Carrière politique
Il est gouverneur de la Jamaïque de 1808 à 1827. Au cours de son mandat, il supervise la mise en œuvre de l'abolition de la traite des esclaves dans la colonie. En 1815, il gère la suite de l'incendie de Port Royal et la dévastation des plantations par un ouragan. La Paroisse de Manchester de la Jamaïque est nommé en son honneur, tandis que la capitale de Mandeville est nommé d'après son fils, le vicomte de Mandeville.
Après son retour en Grande-Bretagne, il sert comme maître Général des postes entre 1827 et 1830 (succédant à son frère cadet Frederick Montagu. Il est aussi Lord Lieutenant du Huntingdonshire entre 1793 et 1841.

## Famille
Il épouse Susan Gordon, troisième fille d'Alexander Gordon (4e duc de Gordon), le 7 octobre 1793. Ils ont huit enfants:
- Jane Montagu (1794-1815).
- George Montagu (6e duc de Manchester) (1799–1855).
- William Francis Montagu (1800-1842), épouse Emilie, la troisième fille de Jacques Du Pré[6]
- Georgiana Frederica Montagu (1803-1892), mariée à Evan Baillie.
- Elizabeth Montagu[7], épouse Thomas Steele, dont Thomas Montagu Steele (en)
- Susan Montagu (c. 1801–1870)[8], épouse George Hay (8e marquis de Tweeddale).
- Caroline Catherine Montagu (c. 1804–1892), épouse Jean Calcraft.
- Emily Montagu (1806-1827).

La duchesse Susan provoque un scandale en ayant une liaison avec l'un de ses laquais. Dans The Complete Peerage, il est mentionné dans les Mémoires d'une haute Dame, sous la date de 1812, que « la duchesse avait quitté la maison, des années auparavant, avec l'un de ses laquais ». Lady Jerningham écrit, le 6 septembre 1813 : « la duchesse de Manchester est finalement séparée de son mari, son comportement devient de plus notoirement mauvais ». Devenue une paria, Susan meurt à l'Eaton, Édimbourg, en août 1828, à l'âge de 54 ans.
Il meurt à Rome, en Italie, en mars 1843, à l'âge de 71 ans. Il est remplacé dans le duché par son fils, George.